# Fukutsu
Fukutsu (福津市 Fukutsu-shi?) este un municipiu din Japonia, prefectura Fukuoka.